# Walter Bouchery
Walter Bouchery (Antwerpen, 31 juli 1908 - Lochristi, 13 juli 1961) was een Belgisch advocaat en Vlaams-nationalist.

## Levensloop
Bouchery volbracht zijn middelbare studies aan het Onze-Lieve-Vrouwcollege in Antwerpen. Hij promoveerde tot doctor in de rechten aan de KU Leuven en vestigde zich als advocaat in Antwerpen.
Hij engageerde zich in de studentenbeweging. Hij werd voorzitter van de Sint-Lutgardisbond, onderdeel van het AKVS, die in het Onze-Lieve-Vrouwcollege Vlaamsgezinde actie voerde. Hij werd lid van het hoofdbestuur van het AKVS en promoveerde de Witte Kaproenen, de Antwerpse knapenbond van het AKVS.
Aan de universiteit was hij hoofdredacteur (1930-1931) van Den Uyl, het blad van het Algemeen Vlaamsch Hoogstudentenverbond. Hij was langdurig beheerder van De Blauwvoet (1920-1941). In 1932 stichtte hij in Antwerpen het Vlaams-nationalistisch jeugdhuis Wiking. Samen met Ernest Van der Hallen werkte hij aan de oprichting van jeugdherbergen.
In de jaren dertig werd hij lid van het Vlaamsch Nationaal Verbond (VNV) en in 1938 werd hij leider van de kaderschool van het Algemeen Vlaamsch Nationaal Jeugdverbond (AVNJ).
Op de lijst geplaatst van de verdachten met Duitse sympathieën, werd hij op 10 mei 1940 opgepakt en naar een kamp in Zuid-Frankrijk gevoerd. Bij zijn terugkeer in juli 1940 werd hij secretaris van het Comité voor de Politiek Weggevoerden, onder het voorzitterschap van René Lagrou. Hij hernam ook zijn functie bij het AVNJ. Samen met Edgar Boonen werd hij secretaris van de Antwerpse balie.
Toen men de Nationaal-socialistische Jeugd Vlaanderen begon te organiseren en het AVNJ verzocht werd zich hierin te integreren, was Bouchery het daar niet mee eens. Hij bleef niettemin actief zowel in het VNV als het NSJV. Hij behoorde wel tot degenen die inwendige kritiek uitoefenden op de verwaarlozing van de Dietse en christelijke principes binnen het VNV, zonder daarom de collaboratie te veroordelen. De VNV-leiding apprecieerde dit allerminst en hij werd ontslagen.
Hij bleef daarna een rol spelen binnen collaborerende bewegingen zoals Nederland Eén, Dietsch Eedverbond en Dietsch Studenten Keurfront. In september 1944 dook hij onder en werd door de krijgsraad ter dood veroordeeld. Wat later gaf hij zich aan en werd in 1946 in voorlopige vrijheid gesteld, om enkele maanden later door de krijgsraad te worden vrijgesproken. In beroep werd hij echter tot drie jaar gevangenis veroordeeld.

### Na de oorlog
Van zijn rechten beroofd kon hij niet langer als advocaat werken en stichtte de Antwerpse uitgeverij NV Uitgaven Luctor, waarmee hij onder meer het Vlaams-nationale weekblad Wit en Zwart uitgaf (slechts drie nummers) en dat ook propagandamateriaal leverde voor de extreemrechtse verenigingen waarin Karel Dillen actief was. Opmerkelijk is dat Bouchery hierbij de financiële steun genoot van de Brusselse christendemocratische politicus-zakenman Paul Vanden Boeynants, een notoir Belgicist en unitarist maar net zoals Bouchery militant anticommunistisch en rooms-katholiek. Volgens het Belgisch Staatsblad waren Vanden Boeynants en zijn echtgenote op 8 maart 1949 de oprichters van de Antwerpse drukkerij De Berk, dat ook door Bouchery werd geleid. VdB leverde dertig procent van het kapitaal en bleef tot in 1958 beheerder van de vennootschap.
Bouchery's uitgeverij Luctor publiceerde boeken zoals
- Het proces Borginon (1949) door Arthur De Bruyne,
- Het proces Van Dieren (1948) door Louis De Lentdecker,
- De terechtstelling en het proces van Leo Vindevogel (1949) door Valère Depauw,
- Het proces Romsée (1950) door Louis De Lentdecker,
- Een Vlaamse heldin. Het dagboek van vrouw Laplasse, gefusilleerd te Brugge op 29 mei 1945 (1949), door Louis de Lentdecker,
- In 't verre land vreeselijk alleen (1950) door Cyriel Verschaeve,
- Het gulden uur, verzen door Lisbeth van Thillo, echtgenote van Edgar Boonen
- Hoe de zwarten in den hemel kwamen, door Filip de Pillecyn.

Hij richtte ook het Vlaams-nationalistische weekblad Opstanding op. Hij organiseerde bijeenkomsten van Vlaams-nationalisten, waaruit in 1949 de Vlaamse Concentratie ontstond en in 1952 de Vlaamse Volksbeweging. Zijn onafhankelijke koers bracht hem echter in conflict met deze beide organisaties.
Hij overleed vroegtijdig als gevolg van een verkeersongeval.